# Ann E. Elsner
Pour les articles homonymes, voir Elsner.
 (mars 2023).
Ann E. Elsner est une chercheuse américaine et professeure émérite d'optométrie à l'université de l'Indiana à Bloomington.

## Biographie
Ann Elsner est titulaire d'une licence de l'université de l'Indiana à Bloomington, d'une maîtrise et d'un doctorat de l'université de l'Oregon. En 1987, elle rejoint le Schepens Eye Research Institute en tant que chercheuse. En 2005, elle rejoint l'université de l'Indiana à Bloomington et devient professeure à l'école d'optométrie et directrice du Borish Center for Ophthalmic Research. La même année, elle fonde et devient la PDG d'Aeon Imaging, une société de technologie de bioimagerie.
En 2018, elle reçoit la médaille Edwin H. Land d'Optica. En 2020, elle reçoit la médaille du bicentenaire. En 2022, elle reçoit la médaille Charles F. Prentice de l'Académie américaine d'optométrie.
Elle est membre d'Optica, de l'Association pour la recherche en vision et en ophtalmologie et de l'American Academy of Optometry.